# Zamczysko (jezioro)
Zamczysko – jezioro na Pojezierzu Ińskim, położone w gminie Ińsko, w powiecie stargardzkim, w woj. zachodniopomorskim. Jezioro znajduje się w Ińskim Parku Krajobrazowym, ok. 2 km na północ od miasta Ińsko.
Według danych gminy Ińsko powierzchnia zbiornika wynosi 25,6 ha, jednak inne źródło podaje 20,70 ha. Maksymalna głębokość wynosi 2,8 m.
W typologii rybackiej Zamczysko jest jeziorem linowo-szczupakowym.
Około 250 m na południe od Zamczyska znajduje się jedna z zatok jeziora Ińsko, a łączy je niewielki strumyk.
Nad południowym brzegiem jeziora znajduje się Wzgórze Zamczysko (155 m n.p.m.), gdzie na jednym ze zboczy odkryto ślady grodziska słowiańskiego.